# 1959 في البرازيل
فيما يلي قوائم الأحداث التي وقعت خلال عام 1959 في البرازيل.

## أفلام
من الأفلام التي صدرت هذه السنة في البرازيل:
- 12 يونيو – أورفيوس الأسود من إخراج Marcel Camus [الإنجليزية]‏.

## مواليد

### يناير
- 13 يناير – غيلمار رينالدي لاعب كرة قدم برازيلي.
- 20 يناير – أكاسيو كورديرو باريتو

### فبراير
- 11 فبراير – روبرتو مورينو سائق سيارة سباق برازيلي.

### مارس
- 17 مارس – خوسيه ليانادرو فيريرا لاعب كرة قدم برازيلي.

### يونيو
- 16 يونيو – جواري لاعب ومدرب كرة قدم برازيلي.

### يوليو
- 2 يوليو – ميراندينيا لاعب كرة قدم برازيلي.
- 3 يوليو – إيدسون بوارو
- 17 يوليو – بالتازار ماريا دي مورايس لاعب كرة قدم برازيلي.

### أغسطس
- 23 أغسطس – جورجينيو بوتيناتا لاعب كرة قدم برازيلي.

### نوفمبر
- 7 نوفمبر – ألكساندر غيماريش

### ديسمبر
- 12 ديسمبر – إيفرتون نوغويرا لاعب كرة قدم برازيلي.

## وفيات

### نوفمبر
- 17 نوفمبر – هيتور فيلا-لوبوس (مواليد 1887) ملحن برازيلي.